# كيب إت تكنولوجيز
كيب إت تكنولوجيز (Keep-it Technologies) (تايم تيمب سابقًا) هي شركة تكنولوجيا انفصلت عن الجامعة النرويجية لعلوم الحياة (NMBU) في آس خارج أوسلو في النرويج. بالإضافة إلى مختبراتها البحثية في الحرم الجامعي، تمتلك شركة كيب إت تكنولوجيز مكاتب ومنشآت للتصنيع في فوروست بأوسلو. تعمل الشركة أساسًا في بحوث وتطوير تقنية مؤشر عمر التخزين للمنتجات الحساسة للحرارة، مثل المواد الغذائية والعقاقير والمواد الكيميائية. تحصل الجهود البحثية للشركة على الدعم المالي من برنامج الغذاء التابع لمجلس بحوث النرويج ، وأيضًا من خطة البحث والتطوير الصناعية التابعة لمؤسسة الابتكار في النرويج (Innovation Norway).

## الأعمال
طورت شركة كيب إت تكنولوجيز مؤشر الوقت ودرجة الحرارة (TTI) الذي يظهر فترة الصلاحية المتبقية للمنتجات بشكل أفضل من ختم التاريخ التقليدي الثابت. تم تطوير التقنية المستخدمة في هذا المؤشر وفحصها في الجامعة، قبل أن يتم مؤخرًا تطوير نموذج أولي للعمل. وقد حصلت شركة كيب إت تكنولوجيز على براءة اختراع المؤشر في عدد من الدول، بما في ذلك الولايات المتحدة الأمريكية.
يحتوي مؤشر عمر التخزين الذي طورته شركة كيب إت تكنولوجيز على حجرتين صغيرتين بمكوناتٍ مختلفة تتفاعل ويتغير لونها اعتمادًا على الوقت ودرجة الحرارة. يتحرك الشريط الأزرق تدريجيًا من اليسار إلى اليمين ويختفي في نهاية المطاف. يتحرك الشريط الأزرق ببطء في درجات الحرارة المنخفضة ويصبح أسرع عندما تزيد درجة الحرارة. يتم تثبيت المؤشر كعلامة ذاتي اللصق على الغلاف عن طريق الشركة المنتجة للمادة الغذائية. يراقب هذا المؤشر الوقت والحرارة التي تتعرض لها الأغلفة من الإنتاج وأثناء النقل وفي متاجر التجزئة وفي ثلاجة المستهلك الخاصة. وبهذه الطريقة، يعطي الجهاز توضيحًا لعمر التخزين المتبقي (الأيام المتبقية) أكثر دقة عن ختم التاريخ التقليدي لأنه يأخذ في الاعتبار الحرارة الفعلية التي قد يتعرض لها غلاف الأطعمة.

## معلومات تاريخية
- 2000: كان هناك أربعة علماء فيما كان يُعرَف آنذاك باسم جامعة النرويج الزراعية (NLH)، المعروفة الآن باسم الجامعة النرويجية لعلوم الحياة (UMB)، لديهم فكرة استبدال ختم التاريخ التقليدي بشيء يمكن أن يعطي توضيحًا أكثر دقة عن عمر التخزين المتبقي للمنتجات الحساسة للحرارة، مثل الأغذية والعقاقير.
- 2001: تم التحقق من المبادئ الأساسية لمؤشر عمر التخزين في المختبر. تأسست شركة تايم تيمب آس، المعروفة الآن باسم كيب إت تكنولوجيز، عام 2001 لتطوير التكنولوجيا في المنتجات التجارية.
- 2003: جاءت تايم تيمب في المركز الثاني في منافسة دي إن بي (DNB) الوطنية للابتكارات.[5]
- 2003 - 2007: تم اختبار هذه التكنولوجيا وتطويرها في مختبرات الجامعة، كما تم إنشاء نموذج أولي في المختبر للعمل. وحصلت شركة كيب إت تكنولوجيز على براءة الاختراع في عدد من البلدان المختلفة، بما في ذلك الولايات المتحدة الأمريكية وكندا وأستراليا ونيوزيلندا.[4]
- 2007 - 2009: بدعم من مجلس البحوث في النرويج، بدأت شركة كيب إت تكنولوجيز مشروع بحث وتطوير بغرض تطوير التكنولوجيا من نموذج المختبر إلى النموذج الصناعي، واختبرته على منتجات حقيقية عن طريق سلسلة باردة.[6]
- 2010 - 2011: جمعت الشركة رأس مال استثماريًا جديدًا وبدأت مشروع وحدة ميدانية متكاملة (IFU) لتطوير النسخة الاستهلاكية الأولى من المؤشر وقد تم اختبار المؤشر على المنتجات الأولى في سوق البقالة النرويجية.

## وصلات خارجية
- Official company website

## المقالات
- Reduce waste with shelf-life indicator for food, The Research Council of Norway, The Food Programme, 1 September 2010
- Less Waste With Shelf-Life Indicator for Food, Science Daily, 1 September 2010
- TimeTemp's shelf-life indicator for food will help Norwegian retailers reduce waste, News Medical, 4 September 2010
- Intelligent shelf life indicator could slash food waste, FoodProduction daily.com, 7 September 2010
- TimeTemp bring waste solution with intelligent shelf-life indicator in-Pharma Technologist.com, 9 September 2010
- TimeTemp develops smart label, Bakers Journal, 15 November 2010 نسخة محفوظة 17 يناير 2013 at Archive.is